# Табельный номер
Та́бельный но́мер — уникальный номер работника предприятия, учреждения, организации, присваиваемый каждому работнику при приёме на работу, проставляемый во внутренних документах, прежде всего в личном деле, табеле (от которого происходит название) и документах на выплату заработной платы.

## Определение
Согласно Большому бухгалтерскому словарю, табельный номер — это номер, присваиваемый каждому работнику при приёме на работу, и проставляемый на кадровых документах, в документах по учёту выработки и заработной платы. В случае увольнения или перевода на другую работу табельный номер, как правило, не присваивается другому работнику.
Табельный номер работника является уникальным в пределах организации или структурного подразделения, имеющего собственный отдел кадров и бухгалтерию, он присваивается однократно при поступлении на работу, никогда не изменяется. В одних организациях после увольнения работника он уже не может присваиваться другим работникам, поступающим на работу позже, а в других это разрешено. Обычно табельные номера присваиваются, начиная с единицы (под номером 1 обычно фигурирует первый руководитель предприятия), каждый следующий номер на единицу больше предыдущего.